# Мілліс (Массачусетс)
Мілліс (англ. Millis) — місто (англ. town) в США, в окрузі Норфолк штату Массачусетс. Населення — 8460 осіб (2020).

## Демографія
Згідно з переписом 2010 року, у місті мешкала 7891 особа в 3030 домогосподарствах у складі 2151 родини. Було 3158 помешкань
Расовий склад населення:
| - 94,2 % — білих - 3,0 % — азіатів - 0,8 % — чорних або афроамериканців - 0,3 % — корінних американців |

До двох чи більше рас належало 1,3 %. Частка іспаномовних становила 1,7 % від усіх жителів.
За віковим діапазоном населення розподілялося таким чином: 24,8 % — особи молодші 18 років, 63,3 % — особи у віці 18—64 років, 11,9 % — особи у віці 65 років та старші. Медіана віку мешканця становила 42,5 року. На 100 осіб жіночої статі у місті припадало 95,9 чоловіків;  на 100 жінок у віці від 18 років та старших — 92,9 чоловіків також старших 18 років.
Середній дохід на одне домашнє господарство  становив 118 942 долари США (медіана — 100 230), а середній дохід на одну сім'ю — 142 124 долари (медіана — 109 574). Медіана доходів становила 87 929 доларів для чоловіків та 65 057 доларів для жінок. За межею бідності перебувало 4,4 % осіб, у тому числі 3,7 % дітей у віці до 18 років та 2,1 % осіб у віці 65 років та старших.
Цивільне працевлаштоване населення становило 4098 осіб. Основні галузі зайнятості: освіта, охорона здоров'я та соціальна допомога — 21,3 %, роздрібна торгівля — 14,1 %, науковці, спеціалісти, менеджери — 13,4 %, виробництво — 12,8 %.

## Виноски
1. ↑  Річний дохід на особу, яка працювала на повну ставку. Оцінка в доларах 2015 року.